# Віреончик сірошиїй
Вірео́нчик сірошиїй (Hylophilus semicinereus) — вид горобцеподібних птахів родини віреонових (Vireonidae). Мешкає в Амазонії.

## Підвиди
Виділяють три підвиди:
- H. s. viridiceps (Todd, 1929) — Південна Венесуела (Амасонас, Болівар), східна Французька Гвіана, Північна Бразилія (на південь до Амазонки), можливо, також на сході Колумбії (схід Вічади і Ґуайнії);
- H. s. semicinereus Sclater, PL & Salvin, 1867 — північна і північно-східна Бразилія (на південь від Амазонки, від Мараньяну до північного Мату-Гросу);
- H. s. juruanus Gyldenstolpe, 1941 — північно-західна Бразилія (на південь від Амазонки, у верхів'ях річок Журуа і Пурус) і північний схід Перу (північний схід Лорето).

## Поширення і екологія
Сірошиї віреончики мешкають у Бразилії, Колумбії, Венесуелі, Перу, Болівії і Французькій Гвіані. Вони живуть у кронах вологих рівнинних тропічних лісів, на узліссях і болотах. Зустрічаються на висоті до 600 м над рівнем моря.